# Liste von Persönlichkeiten der Stadt Neuburg an der Donau
Die folgende Liste führt Persönlichkeiten auf, die mit der Stadt Neuburg an der Donau in enger Verbindung stehen.

## Ehrenbürger
- Hans Döllgast (1891–1974), Architekt, Grafiker und Hochschullehrer[1]
- Paul Winter (1894–1970), Komponist (Steckenreitertanz)
- Fritz von Philipp (1912–1993), Kulturmäzen und Cellist
- Theo Lauber (1914–1999), Oberbürgermeister von 1960 bis 1984, Träger weiterer hoher Auszeichnungen
- Matthias Schieber (1928–2001), Stadtheimatpfleger, 1980–2000 Vorsitzender des Historischen Vereins, 3. Bürgermeister[2]
- Anton Sprenzel (* 4. August 1932 in Neustadt an der Weinstraße), Jurist, Kommunalpolitiker, vielfältig ehrenamtlich tätig, Verleihung 2017
- Richard Keßler (1940–2016), Landrat und Mitglied des Bayerischen Landtags
- Hans Günter Huniar (* 25. August 1949[3]), Oberbürgermeister von 1984 bis 2002, Verleihung 2017[4]

## Söhne und Töchter der Stadt
- Georg Albertshofer (1864–1933), Bildhauer
- Joseph Bäuml (1905–unbekannt), Landrat
- Robert Burda (* 1942), Maler
- Ludwig Carlsen (1902–nach 1945), deutscher Filmproduzent und Produktionsleiter während des Zweiten Weltkriegs
- Thomas Darchinger (* 1963), Schauspieler
- Bernd Eichinger (1949–2011), Filmproduzent
- Max Faller (1927–2012), Bildhauer
- Hans-Peter Ferner (* 1956), Leichtathlet und Olympiateilnehmer
- Winfried Frey (* 1968), Schauspieler
- Theodor Gangauf (1809–1875), Philosoph und Theologe, geboren in Neuburg
- Wolfgang Walter Gruber (1589–1655), Jurist sowie Professor und Rektor an der Universität Tübingen
- Hans Ludwig Held (1885–1954), Bibliothekar und Schriftsteller
- Elfriede Hermann (1960–2025), Ethnologin
- Günter Hirsch (* 1943), Präsident des Bundesgerichtshofes
- Klaus Holitzka (* 1947), Grafiker und Autor
- Wilhelm Kaiser (1869–1945), Generalmajor in der bayerischen Armee
- Agnes Krumwiede (* 1977), Politikerin (Grüne), MdB
- Eva Lettenbauer (* 1992), Politikerin (Grüne), Abgeordnete des Bayerischen Landtags
- Martin Loibl (1898–1951), Politiker (CSU), MdB
- Andreas Lubitz (1987–2015), Pilot
- Eduard von Lutz (1810–1893), bayerischer Generalleutnant und Kriegsminister
- Holger Herbert Magel (* 1944), Geodät und Professor
- Bernhard Mazillis (1716–1768), Kaufmann und Förderer der Schulbildung
- Helmut A. Müller (1929–2015), Diplom-Ingenieur, Unternehmer und Hochschullehrer
- Anton Mündler (1896–1945), Politiker (NSDAP), MdR
- Karl von Neubeck (1821–1894), Generalmajor
- Alexander Olbrich (* 1950), deutscher Botschafter
- Alexander Sigismund von Pfalz-Neuburg (1663–1737), Fürstbischof von Augsburg
- Dorothea Sophie von der Pfalz (1670–1748), Herzogin von Parma und Piacenza
- Karl Philipp von Pfalz-Neuburg (1661–1742), Kurfürst von der Pfalz, Herzog von Jülich-Berg und Pfalzgraf von Neuburg
- Philipp Wilhelm von Pfalz-Neuburg (1615–1690), Kurfürst von der Pfalz, Herzog von Jülich-Berg und Pfalzgraf von Neuburg
- Wolfgang Wilhelm von Pfalz-Neuburg (1578–1653), Herzog von Jülich-Berg und Pfalzgraf von Neuburg
- Lukas Rehm (* 1990), Politiker (AfD)
- Verena Rehm (* 1984), Sängerin und Komponistin (Groove Coverage)
- Karl August von Reisach (1774–1846), Archivar, Publizist und Verwaltungsbeamter
- Friedrich Roth (1854–1930), Lehrer und Historiker
- Paula Schlier (1899–1977), Schriftstellerin
- Eugen Schmitz (1882–1959), Musikwissenschaftler und -kritiker
- Emil Schneider (1871–?), Verwaltungsjurist und Bezirksoberamtmann
- Doris Schröder-Köpf (* 1963), deutsche Journalistin und Buchautorin
- Klaus Schrotthofer (* 1966), Journalist
- Jörg Schweinsteiger (* 1946), Brigadegeneral des Heeres der Bundeswehr
- Karl Inama von Sternegg (1851–1924), bayerischer General der Infanterie
- Kaspar Sterr (1744–1814), Geistlicher, Lehrer, Meteorologe
- Marcus Tychsen (* 1970), Fernsehmoderator und Nachrichtensprecher
- Johann Baptist Ullersperger (1798–1878), Mediziner
- Hermann J. Vief (* 1964), Kultur- und Theaterpädagoge und Regisseur
- Joseph Weber (1799–1857), Jurist und Politiker
- Ingo Weiß (* 1937), Politiker (CSU)
- Rainer-Maria Weiss (* 1966), Archäologe
- Johann Baptist Widder (1797–1863), Musiker, Kapellmeister und Komponist
- Paul Winter (1894–1970), Komponist, Offizier, Generalleutnant
- Carl Woerner (1886–1968), Landrat

## Persönlichkeit mit Bezug zu Neuburg
- Georg Albertshofer (1864–1933), Bildhauer
- Jacob Balde (1604–1668), Dichter
- Wiltrud von Bergen († um 995), Gründerin des Klosters Bergen, Benediktinerin und Äbtissin
- Isabella Braun (1815–1886), Jugendschriftstellerin
- René Descartes (1596–1650), Philosoph, Mathematiker, Naturwissenschaftler
- Cengiz Doğu (1945–2019), türkisch-deutscher Publizist, Dichter, Drehbuchautor und Menschenrechtsaktivist
- Roman Ehrlich (* 1983), Schriftsteller
- Johann Baptist von Flachslanden (1739–1822), Malteserritter und Diplomat
- Karl Hetz (1828–1899), Maler, Zeichner, Professor an der Kunstgewerbeschule Neuburg
- Hans Hirschmüller (* 1940), Schauspieler, Autor und Regisseur
- Hans Kilian (1520–1578), Drucker
- Friedrich Koch-Breuberg (1847–1922), bayerischer Offizier und Schriftsteller
- Karl Mayer (1878–1951), Bürgermeister
- Josy Meidinger (1899–1971), Scherenschnittkünstlerin
- Gerhart Nebinger (1911–1997), Archivar und Genealoge
- Ottheinrich von der Pfalz (1502–1559), Kurfürst
- Ignaz Albert von Riegg (1767–1836), Bischof von Augsburg
- Michael Skasa (* 1942), Autor und Journalist, erhielt 1961 die allgemeine Hochschulreife am Neuburger Gymnasium mit Oberrealschule
- Heinz Schilcher (Apotheker) (1930–2015), Apotheker und Hochschullehrer
- Michael Raphael Schmuz (ca. 1615–1679), Hof- und Stadtmedicus
- Ludwig Thoma (1867–1921), Schriftsteller
- Horst Vladar (* 1941), Opernregisseur, -sänger und Schauspieler, künstlerischer Leiter der Neuburger Kammeroper
- Johannes Zwanzger (1905–1999),  evangelischer Stadtpfarrer, Mitglied der Bekennenden Kirche